# Samatzai
Samatzai ist eine italienische Gemeinde (comune) mit 1528 Einwohnern (Stand 31. Dezember 2023) in der Metropolitanstadt Cagliari auf Sardinien. Die Gemeinde liegt etwa 30 Kilometer nordnordwestlich von Cagliari.

## Verkehr
Durch den südöstlichen Teil der Gemeinde führt die Strada Statale 128 Centrale Sarda von Monastir nach Oniferi.